# Isnotú
Isnotú es un pueblo venezolano del estado Trujillo localizada en el municipio Rafael Rangel

## Etimología
Isnotú recibe su nombre de la tribu indígena que habitaba la zona al momento de su fundación, los isnotúes.

## Historia
Isnotú fue fundado en 1640 por Pérez Revollo, en una meseta al pie del contrafuerte del río Caus, entre las quebradas Vichú y Juan Pérez.
Isnotú debe su fama a su hijo más ilustre, el doctor José Gregorio Hernández, quien fue declarado venerable por la iglesia católica y beatificado el 30 de abril de 2021. La devoción a José Gregorio Hernández ha convertido a Isnotú en un lugar de peregrinación y turismo con visitantes de todo el país y el extranjero que vienen a conocer el pueblo o a agradecer los favores recibidos del beato.
Además del santuario a José Gregorio Hernández, Isnotú tiene su plaza Bolívar, una plaza dedicada en 1964 al Dr José Gregorio Hernández cuando el municipio Libertad del distrito Betijoque cambió su nombre a municipio José Gregorio Hernández (parroquia José Gregorio Hernández del municipio Rafael Rangel desde 1989), además de restaurantes y posadas.

## La Batalla de Isnotú
El 8 de octubre de 1899 se libra en Isnotú una gran batalla. Las tropas del doctor Leopoldo Baptista salen de Betijoque y llegan al Municipio Libertad para iniciar el combate. Los soldados del doctor González Pacheco sólo tienen un objetivo: apoderarse del parque del enemigo. Consumen casi totalmente los 20.000 cartuchos de que disponen y se lanzan en lucha suicida contra las cajas que contienen el arsenal; Eugenio Montaña es el más audaz. Logran llegar hasta la codiciada mercancía y a medida que levantan sobre sus hombros las invalorables cajas, se desploman muertos o heridos; muy pocos regresan a sus filas. Las tropas de González Pacheco quedan reducidas a doscientos hombres; los conservadores han sido reforzados con nuevos soldados traídos de Escuque por el general Gabriel Antonio Briceño Arraiz, natural de La Mesa de Esnujaque pero residenciado en Escuque;  e inician el ataque por la retaguardia. Ya no hay nada que hacer: la lucha de cuatro días los ha dejado sin parque. El doctor González Pacheco se retira a San Pedro, luego a Pampán, más tarde a Monay y penetra en territorio larense. En las calles de Isnotú han quedado 300 muertos y 700 heridos. Ante la imposibilidad de enterrar los cadáveres se procede a quemarlos. Los oficiales del doctor González Pacheco son los mismos que habían actuado en la toma de Trujillo. Acompañando al doctor Baptista se recuerda, entre muchos, a Pedro Araujo, Eliseo Araujo, los Marín, José Rafael Gabaldón, Noe Matheus Colina, Juan Medrano, Nicomedes Antúnez, Camilo Vethencourt, Mario Terán y Rodolfo Terán.
Mientras el doctor Leopoldo Baptista se encarga de la persecución del doctor González Pacheco, el general José Manuel Baptista se dirige a la ciudad de Trujillo con el ánimo de restablecer el orden constitucional. El 12 de octubre reasume el señor Carrillo Guerra la Presidencia del Estado y designa Consejeros de Gobierno al doctor Leopoldo Baptista, al general Francisco Vásquez y al general Pedro Araujo. Cinco días después marcha hacia Caracas por La Ceiba y Maracaibo, dejando encargado de la Presidencia al general Pedro Araujo. Cuando llega a Caracas, el presidente Ignacio Andrade ya ha abandonado el poder y se viven los primeros días de la “Restauración” del general Cipriano Castro.

## Geología
La formación Isnotú de edad Mioceno, aflora en las laderas que rodean a Isnotú. Está formada por arcillas rojas y conglomerados, formados en un ambiente de abanico de rotura durante el inicio del levantamiento de los Andes. La formación Isnotú abarca la región norte de los Andes y el sur del lago de Maracaibo donde es transicional con la formación Lagunillas de la misma edad, mientras que está ubicada concordante por debajo de la formación Betijoque de edad Plioceno y yace discordantemente sobre la formación Paují (a veces sobre Misoa) de edad Eoceno. En ocasiones se encuentran en la formación fósiles de megafauna del cenozoico Venezolano, como Smilodons, Megaterios y Gliptodontes.

## Galería

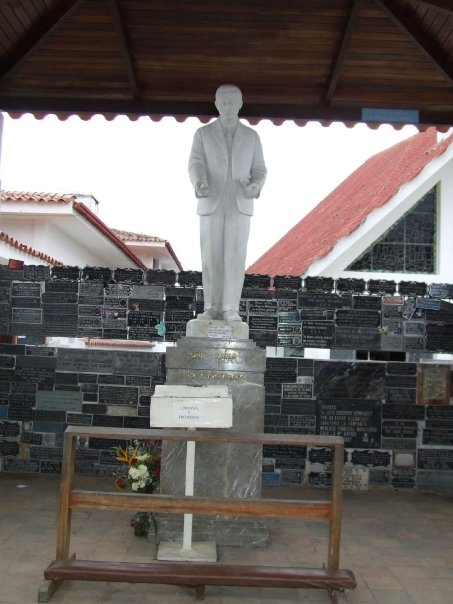
Santuario de José Gregorio Hernández
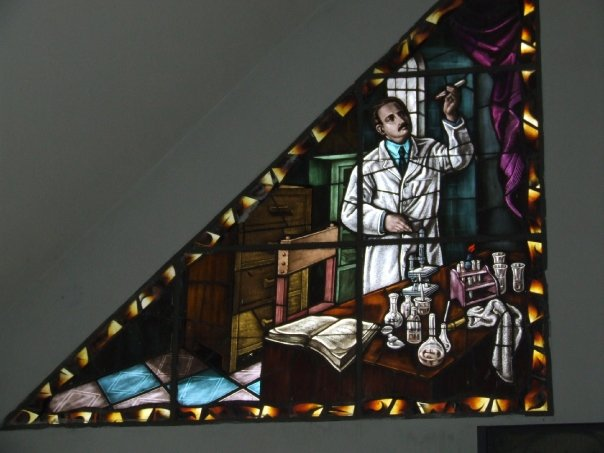
Vitral de la Iglesia Santuario José Gregorio Hernández